# کالوم مایکوک
کالوم مایکوک (انگلیسی: Callum Maycock؛ زادهٔ ۲۳ دسامبر ۱۹۹۷) بازیکن فوتبال اهل بریتانیا است.
از باشگاه‌هایی که در آن بازی کرده‌است می‌توان به باشگاه فوتبال مکلسفیلد تاون و باشگاه فوتبال کاونتری سیتی اشاره کرد.